# El jardín de las palabras
El jardín de las palabras  (言の葉の庭 Kotonoha no Niwa?) es un mediometraje dramático de anime japonesa estrenada en 2013, escrita, dirigida y editada por Makoto Shinkai, producida por CoMix Wave Films y distribuida por Tōhō. Es protagonizada por Miyu Irino y Kana Hanazawa, con música de Daisuke Kashiwa en lugar de Tenmon, quien había sido el compositor habitual del director. La canción principal, «Rain», fue originalmente escrita e interpretada por Senri Oe en 1988, pero fue rehecha para la película y cantada por Motohiro Hata. La cinta se adaptó a un manga, con ilustraciones por Midori Motohashi, y más tarde novelizada por Shinkai, ambos en el mismo año que el filme.
La película se centra en Takao Akizuki, un aspirante a zapatero de 15 años, y Yukari Yukino, una misteriosa mujer de 27 años; se conocen en el Jardín Nacional Shinjuku Gyoen, donde ambos se encuentran durante las mañanas lluviosas. Mientras Takao falta a sus clases matutinas para diseñar zapatos, Yukari evita ir al trabajo debido a problemas personales en su vida profesional. Ella no le cuenta nada a él, incluido su nombre, mientras que el muchacho se abre a la chica, comparte su pasión por los zapatos y ofrece hacerle un par. Las emociones llegan a un punto crítico cuando Takao descubre la identidad de Yukari y se dan cuenta de que se han estado enseñando mutuamente «cómo caminar». Shinkai escribió la historia como «tristeza solitaria», basada en el significado tradicional japonés de «amor», y usa los zapatos como una metáfora de la vida. Los motivos incluyen la lluvia, la poesía Man'yōshū y el jardín japonés. Según el director, la diferencia de edad entre los dos personajes principales y sus rasgos de carácter demuestran cuán torpe e inconexamente maduran las personas, donde incluso los adultos a veces no se sienten más maduros que los adolescentes.
El jardín de las palabras se estrenó en el Gold Coast Film Festival, en Australia, el 28 de abril de 2013, y su lanzamiento general en Japón fue el 31 de mayo. En este último, el filme se proyectó con un corto animado titulado Dareka no Manazashi (だれかのまなざし?  lit. La mirada de alguien), también dirigido por Shinkai. La película tuvo un calendario inusual, ya que se lanzó digitalmente en iTunes el mismo día del estreno en cines japoneses, y su DVD y Blu-ray se publicaron mientras la cinta todavía se encontraba en cartelera, el 21 de junio. El filme tiene licencia de Sentai Filmworks para Estados Unidos, Anime Limited en Reino Unido y Madman Entertainment en Australia. Estuvo en cartelera por un largo tiempo en salas, eventos y festivales. Tuvo una clasificación muy alta en iTunes Store durante 2013 y fue seleccionado como mejor animación del año en Lo mejor de 2013 de iTunes. Ganó el premio Kobe Theatrical Film Award y obtuvo reconocimientos en el Festival Internacional de Cine Fantasia y el Festival de Cine de Animación de Stuttgart. Las críticas en línea fueron generalmente favorables con elogios universales a los dibujos, aunque las opiniones estuvieron dispares con respecto a la longitud de la historia, la trama y el clímax emocional.

## Argumento
La película comienza durante la temporada lluviosa en Tokio con Takao Akizuki (秋月 孝雄 Akizuki Takao?), un estudiante de 15 años y aspirante a zapatero, que opta por saltarse su primera clase y dibujar diseños de zapatos en el Jardín Nacional Shinjuku Gyoen. Allí se encuentra con Yukari Yukino (雪野 百香里 Yukino Yukari?), una mujer de 27 años que faltó al trabajo y disfruta de tomar cerveza y comer chocolate. Ella observa la insignia de la escuela en el uniforme del chico; entonces Yukari se despide con un tanka (una forma de poesía japonesa), algo que deja desconcertado a Takao sobre su origen y significado. Los dos continúan encontrándose y socializando en el parque en las mañanas lluviosas, pero nunca se presentan formalmente. Después de que ella expresa su interés en la fabricación de zapatos, él decide hacerle un par. Al final de la temporada de lluvias, el muchacho deja de visitar el parque y se concentra en su trabajo.
| なるかみの, すこしとよみて, さしくもり, あめもふらぬか, きみをとどめむ [Un ligero estruendo de un trueno, cielos nublados, lloverá. si es así, ¿te quedarás aquí conmigo?]—Yukari en En el jardín de las palabras de Man'yōshū, libro 11, verso 2513 |

Después de las vacaciones de verano, Takao regresa a la escuela y ve a Yukari; sus amigos le informan que ella es profesora de literatura y que había sido blanco de chismes y acoso. Por amabilidad y para evitar una mayor confrontación, la chica optó por faltar al trabajo y quedarse en el parque; esperaba aprender a superar sus miedos y poder «caminar» nuevamente. Sin embargo, Yukari deja su empleo y el colegio. Esa tarde, ambos se encuentran en el parque y él le recita el poema número 2514 del Man'yōshū, la respuesta correcta a su tanka, que encontró en un libro antiguo de literatura japonesa. Después de empaparse con una tormenta repentina, se dirigen al apartamento de ella y pasan la tarde juntos. Al final de la cena, el muchacho le confiesa su amor a la chica. Yukari está visiblemente conmovida, pero le recuerda que es maestra y le dice que se está mudando a su ciudad natal en Shikoku. Takao se disculpa y se retira enojado; ella se da cuenta de su error, corre tras él y lo encuentra al pie de las escaleras. Todavía molesto, le critica por ser tan reservada y nunca abrirse a él, así que la chica lo abraza y los dos lloran mientras esta explica que su tiempo juntos en el parque la había salvado.
Los créditos muestran que Takao aprobó con dificultad sus exámenes finales, pero sigue trabajando para alcanzar sus objetivos, mientras que Yukari regresa a Shikoku y reanuda su carrera de docente. En una escena posterior a los créditos, el muchacho vuelve a visitar el parque ese invierno, lee una carta de ella, coloca sus zapatos terminados en el banco y promete que la encontrará después de haber progresado en su carrera.
En el manga ilustrado por Midori Motohashi, las escenas se agregaron o se modificaron ligeramente respecto a la versión de anime. Por ejemplo, después de la conclusión de la temporada de lluvias, Takao no pudo visitar el parque durante la única mañana lluviosa ese verano porque había programado visitar la universidad de calzado a la que quería asistir, lo que decepcionó a Yukari que esperaba verlo en el parque. Además, al final de la historia, se la ve usando los zapatos que él le había hecho.

## Personajes
Takao Akizuki (秋月 孝雄 Akizuki Takao?)
Takao Akizuki es un estudiante de 15 años maduro y trabajador que espera convertirse en zapatero. Durante las mañanas lluviosas, falta a clases para diseñar zapatos en el parque. Interpretado por Miyu Irino y en una escena de su infancia por Wataru Sekine. Hizo un cameo silencioso al final de Kimi no Na wa., otra película de Makoto Shinkai.
Yukari Yukino (雪野 百香里("雪野 由香里" en el manga) Yukino Yukari?)
Yukari Yukino es la misteriosa mujer de 27 años que Takao conoce en el parque en las mañanas lluviosas. Más tarde, él se entera de que ella es maestra en su escuela secundaria y que también está faltando, pero debido a que sus estudiantes la acosan. Interpretada por Kana Hanazawa, también aparece en Kimi no Na wa.
Hermano de Takao
El hermano de Takao, de 26 años, que se va de casa para vivir con su novia, descarta la fabricación de zapatos del muchacho como un capricho. Interpretado por Takeshi Maeda.
La novia del hermano
La novia de 24 años del hermano de Takao que es amable con él y está fascinada por su fabricación de zapatos. Interpretada por Yuka Terasaki.
Madre de Takao
Una mujer de 47 años, que está divorciada del padre de Takao y se centra más en su vida amorosa que en su hogar. Interpretada por Fumi Hirano.
Aizawa (相沢?)
Siempre rodeada de sus amigas, Aizawa es una estudiante de tercer año en la escuela secundaria de Takao y la fuente de los problemas de Yukari. Interpretado por Mikako Komatsu.
Matsumoto (松本?)
Matsumoto es el compañero de clase y amigo de Takao, así como el novio de Satō. Interpretado por Suguru Inoue.
Satō (佐藤?)
Satō es una estudiante de segundo año en la escuela secundaria de Takao. Interpretada por Megumi Han.

## Producción
El jardín de las palabras lo dirigió Makoto Shinkai, quien también escribió la historia original y el guion, además de ser responsable de los guiones gráficos, la animación y la edición. Según el director, sus numerosos roles en la producción de sus obras se deben al pequeño tamaño de la empresa y, en esta película, le permitió adaptar muchos elementos para retratar con mayor precisión sus ideas.
Shinkai Creative, CoMix Wave Films y el productor Noritaka Kawaguchi produjeron la cinta, Kenichi Tsuchiya fue el director de animación y el responsable del diseño de personajes, mientras que Hiroshi Takiguchi era el director de arte. La planificación del filme comenzó en la primavera de 2012 y se anunció el 24 de diciembre de ese año. El estreno japonés se programó inicialmente para el primer semestre de 2013. La producción duró solo seis meses, que comenzó con la búsqueda de ubicaciones alrededor de Shinjuku. El equipo empezó oficialmente el trabajo después de la creación de los guiones gráficos basados en las fotos que tomó el cineasta.
A principios de 2013, contactaron con el director para adaptar el material a un manga, que luego hizo Midori Motohashi. En abril, Shinkai declaró que no estaba detrás del proceso de la adaptación, dejó el trabajo enteramente a la mangaka. Sin embargo, expresó interés en ver el producto terminado.

### Inspiraciones, motivos y metáforas
Según el anuncio de Shinkai sobre la cinta al principio de su producción, El jardín de las palabras fue su primer intento de hacer una historia de amor utilizando el significado tradicional japonés de «amor». Durante la era del Man'yōshū, las palabras japonesas nativas hoy conocidas como yamato kotoba (大和言葉 lit. «palabras japonesas»?) comenzaron a escribirse usando kanji, y para «amor», koi (hoy 恋) se escribía como 孤悲, o «tristeza solitaria». Como señaló el director, un concepto más moderno de «romance», representado por ren'ai (恋愛?), surgió por la influencia occidental. El filme enfatiza el significado original de koi —un «anhelo de alguien en soledad»—, pero en un entorno moderno. La soledad es el elemento central de la película, de acuerdo con el cineasta, que en una entrevista dijo que creó el filme con la esperanza de animar a las personas que se sienten solas o incompletas en sus relaciones sociales. Sin embargo, afirmó que «esta película no trata la soledad como algo que debe arreglarse».
Aunque el tema central de la historia es la soledad, usa zapatos y lluvia como motivos, junto con la poesía Man'yōshū y el jardín japonés en el que se encuentra. Aunque la llovizna se ve como triste y sombría, en El jardín de las palabras hace que el mundo sea más vívido y protege a los dos personajes principales de la realidad de sus vidas y las limitaciones impuestas por la sociedad. Shinkai también notó un paralelismo entre el amor y la lluvia, ya que ninguno puede ser controlado o detenido.
Para el director, los zapatos eran una alegoría de la vida cuando Yukari aprendió a caminar de nuevo, mientras que la fabricación de zapatos de Takao tipificaba su relación. Del mismo modo, la elección de alimentos y bebidas por parte de ella (inicialmente cerveza y chocolate), que era una metáfora de su salud emocional, se debía a un trastorno del gusto inducido por el estrés.
En muchas de las películas del cineasta, los finales tristes son comunes y resultan de malentendidos y sentimientos no correspondidos. Según Shinkai, sus cintas están destinadas a alentar a los adolescentes a medida que aprenden a lidiar con estas experiencias. En una entrevista, admitió que había estado acostumbrado a que las mujeres lo rechazaran y creía que sus historias son alentadoras porque sus personajes continúan intentándolo, a pesar de no tener éxito en el amor. El jardín de las palabras también ilustró cómo las personas no maduran de manera tan lineal o elegante como a menudo se supone. El propio director podría relacionarse con Yukari al no sentirse tan inteligente o maduro a los 27 años, dijo: «Todavía somos todos niños a los 27 años», un punto en el que la actriz de voz Kana Hanazawa también estuvo de acuerdo.
La idea original de El jardín de las palabras surgió del deseo de Shinkai de capturar la belleza del paisaje cotidiano del Tokio moderno y exhibirlo en una película. Luego de vivir durante diez años en Shinjuku, lo seleccionó como la ubicación del filme y comenzó a tomar miles de fotos, sobre las cuales creó sus guiones gráficos. Quiso compartir la paz y la armonía de sus lugares favoritos en Japón con la esperanza de alentar a las personas a visitarlo. Shinkai modeló el jardín en la cinta para que coincidiera con el Jardín Nacional Shinjuku Gyoen. Tras el terremoto de marzo de 2011, le preocupaba que pudiera ser destruido y quería preservarlo en un filme animado.

### Animación
Al igual que otros animes japoneses, El jardín de las palabras se creó con una combinación de animación dibujada a mano, rotoscopios y animación por computadora (CGI), este último facilitó la apariencia realista de las secuencias de lluvia de la película. Con fotografías como base, Shinkai hizo la mitad de los fondos de la cinta y luego dibujó sobre la parte superior con Adobe Photoshop, mientras que la otra mitad eran escenarios ficticios creados con animación tradicional y gráficos por computadora. Al igual que con sus otros filmes, los fondos son paisajes vívidos y meticulosamente dibujados, mientras que los personajes se diseñan con menos detalles, aunque siguen siendo convincentes y realistas.
Para las escenas de lluvia en el parque, se atenuó la paleta de colores y se usó un sombreado verde pálido para combinar con el clima lluvioso y sombrío, lo que aumentaba el detalle y daba definición a los personajes. Para resaltar sus caras, combinaron los tonos con el ambiente y la iluminación. Según Shinkai, se eligió un método de coloración novedoso de entre otros después de una prueba cuidadosa. El procedimiento consistía en colorear a cada protagonista con el fondo, un «tipo de nueva innovación» que imita la refracción de la luz en la piel como se ve en la naturaleza. Esto se logró al pintar el contorno del personaje, incluidas las líneas dibujadas para la separación de las superficies iluminadas y sombreadas, y luego incorporar el color de fondo en la superficie. El director creía que este método de coloración hizo que el anime se destacara de los demás.

### Diseño de personajes y reparto
Shinkai originalmente imaginó a Takao como un niño que quiere ayudar a la gente, pero también creía que debería tener pasión por hacer algo, ya que el trabajo creativo puede ser gratificante y satisfactorio. En una lista que hizo de posibles oficios, escogió la palabra «zapatos». Después de probarlo con sus planes iniciales para la historia, descubrió que funcionaba y, en retrospectiva, se dio cuenta de que los zapateros también ayudan a las personas a caminar.
Cuando presentó por primera vez la historia original al resto de su equipo, Shinkai se enteró de que Yukari había aparecido involuntariamente como egoísta. Para remediar esto, le dio a su personaje rasgos nerviosos y defectos de personalidad, como dejar que sus emociones se desbordaran durante eventos levemente perturbadores.  Más tarde, Shinkai se dio cuenta de que algunas de estas peculiaridades de personalidad y desafíos profesionales temporales que se veían en Yukari estaban presentes en una exnovia, para quien había escrito su cortometraje Kanojo to Kanojo no Neko. Además de hacer que este personaje pareciera más convincente, estos defectos de carácter también hicieron que fuera más difícil planificar, ya que tenía que ser imperfecta y atractiva para un niño. Un aspecto en el que Shinkai se centró era en su apariencia. Creía que tenía que estar vestida con ropa bonita y zapatos especialmente bellos. Para equilibrar el realismo con la moda, investigó la fabricación de calzado, trabajó con un coordinador de vestuario y estilista, y tuvo reuniones semanales de moda con su personal.
Uno de los «elementos realistas complicados» del personaje de Yukari era su sentido de pureza que solo su voz podía transmitir. Aunque le tardó días escuchar las grabaciones de la audición, Shinkai finalmente eligió a Kana Hanazawa, que tenía una voz muy grave y natural, a pesar de que normalmente interpretaba el papel de chicas jóvenes de tono agudo. Una de las cosas que impresionó a Shinkai sobre la voz de Hanazawa fue su capacidad para cubrir un rango de expresión tan amplio.
Fue la escena final de la cinta lo que hizo que Shinkai se alegrara de haber elegido a Hanazawa. Sabía que cuando Yukari lloraba, tenía que ser algo impresionante para enfatizar una intensa liberación de emoción. Según Shinkai, la música por sí sola no podía producir el efecto necesario, y Hanazawa actuó perfectamente y sin instrucciones. En una entrevista, dijo: «Creo que la actuación de la [señora] en esa escena de llanto completa la película». Esta secuencia final, que se grabó perfectamente en la primera toma, jugó un papel fundamental en la decisión para escoger el personaje de Takao. Aunque muchos actores japoneses de voz podrían interpretar a un ingenuo niño de 15 años, Shinkai reconoció de inmediato que solo Miyu Irino podía producir la intensa emoción necesaria para la escena final. Irino también había interpretado a Shun y Shin en Hoshi wo Ou Kodomo de Shinkai.
Con respecto al doblaje en inglés, Shinkai no sentía que pudiera juzgar la calidad de la voz, ya que no podía hablar inglés de forma nativa. Creía que era bueno debido a los comentarios que había recibido y porque podía sentir la emoción en las voces de los personajes. Sin embargo, señaló que la experiencia sería diferente para los espectadores y que el juicio final solo podría ser realizado por audiencias angloparlantes.

### Duración
El jardín de las palabras es corto, dura aproximadamente 46 minutos, una tendencia que también se ve entre las obras anteriores de Shinkai. Aunque había declarado en una entrevista con Anime News Network que le gusta hacer películas más cortas, señaló que originalmente no planeó que la cinta se proyectara en los cines. En cambio, tenía la intención de que las personas vieran casualmente el filme en tabletas, computadoras y en cines caseros. Desde el principio, nunca se especificó una longitud, sino que se enfatizó la relación entre Takao y Yukari, aunque desde el inicio de la producción se supo que la película sería corta.
Shinkai reconoció que es difícil vender cintas de 46 minutos en los cines. Sin embargo, muchas personas en la industria habían solicitado mostrar la película en salas y convenciones. Durante una entrevista en Anime Expo 2013, un representante de Tōhō, la compañía de distribución del filme, enfatizó que la calidad de la historia y la reputación de su director jugaron un papel clave en la decisión de ponerlo en cartelera.

### Música
En las películas anteriores de Shinkai, Tenmon se encargó de la banda sonora; sin embargo, El jardín de las palabras presenta música de Daisuke Kashiwa. Kashiwa había sido seguidor de 5 centímetros por segundo del director y le había enviado varios de sus álbumes. El cineasta los escuchó mientras escribía el guion y luego eligió basar la música de la cinta en las canciones del disco 88 de Kashiwa. En una entrevista, Shinkai dijo que la música era la principal responsable de hacer que el filme pareciera «diferente a otro anime».
El tema musical, «Rain», lo escribió y compuso Senri Oe, y fue originalmente una canción popular japonesa en 1988. A Shinkai le gustaba escuchar la canción de Oe regularmente mientras asistía a la universidad y, dado que uno de los temas de la película era la lluvia, fue la primera que se le ocurrió mientras trabajaba en la producción. Le gustó especialmente porque sus letras reflejaban la vida cotidiana, al igual que la cinta. La canción fue rehecha para el filme en 2013 y la interpretó Motohiro Hata. Shinkai conoció a Hata y notó una similitud entre la pasión del cantante como artesano y el personaje Takao. También creía que la voz de Hata era perfecta porque para él tenía una «soledad subyacente» y «sonaba un poco como un joven ansioso».

## Temas
Dos temas comunes entre las películas de Shinkai, incluido El jardín de las palabras, son los romances y las emociones persistentes. Sin embargo, el enfoque de esta cinta sobre la «tristeza solitaria» (koi) se interpretó de varias maneras. Según Cynthia Webb de The Jakarta Post, la soledad se ve al final del filme, cuando Takao aprende a hacer frente a la mudanza de Yukari a Shikoku. «Luke Carroll en Anime News Network creyó que el final de la temporada de lluvias y la separación resultante creaban la sensación de koi.
Kaze de Beneath The Tangles, sin embargo, no estuvo de acuerdo con estas interpretaciones de koi y la noción de que la historia era un «romance agridulce» u «otra historia de amor» y, en cambio, creía que el tema no era reconocido. Se centró, en cambio, en la necesidad humana de compañía y comprensión. Kaze señaló que los protagonistas carecían de conexiones significativas con sus compañeros y amigos, una opinión compartida por el crítico Bradly Storm de Hardcore Gamer. Juntos a través de sus conversaciones —en su «jardín de palabras»— encontraron compañía: Takao, a alguien con quien compartir su pasión, y Yukari, a alguien que la trata como persona. Sin embargo, debido a la diferencia de edad, este descubrimiento variaba entre los personajes. Para ella, una mujer mayor y con más experiencia, sus desesperados sentimientos de tristeza solitaria desaparecieron cuando supo que podía conectarse con Takao, una revelación que vio como su salvación. Mientras él, un muchacho con una familia y amigos poco solidarios que parecían más conocidos, no se dio cuenta de su falta de compañía hasta que lo descubrió con Yukari, un nuevo sentimiento que confundió con el amor romántico, pero solo se dio cuenta de su verdadera naturaleza después de que ella se había mudado lejos. Según Kaze, «el amor romántico podría potencialmente surgir de tales sentimientos, pero de eso no trata la historia». En cambio, el amor que compartían era más básico, lo que hacía que la diferencia de edad fuera irrelevante. Al final de la cinta, ambos personajes mantuvieron su amistad a través de cartas, pero de otra manera comenzaron a crecer como personas al seguir adelante con sus vidas y presumiblemente encontraron nuevas relaciones con otras personas. La esperanza era que algún día pudieran reunirse y renovar su compañía «sin necesidad de aferrarse el uno al otro». Sin embargo, ninguno de los dos podría «aprender a caminar de nuevo» si continuaban aislándose del resto del mundo y refugiándose en el jardín de Shinjuku Gyoen.
Otro de los temas discutidos por los críticos de la película fue la lluvia o el agua. Según Cynthia Webb, la lluvia representaba un «anhelo insatisfecho», mientras que Bradly Storm veía el agua como un tercer personaje principal de la historia, que actuaba para unir a Takao y Yukari y simbolizar la renovación de la vida. Kaze creía que la lluvia simbolizaba sus estados solitarios, aunque también reconoció la declaración de Shinkai de que la lluvia representaba un amor incontrolable. Siguiendo el razonamiento de que la lluvia denotaba sus estados solitarios, Kaze notó que el tanka no solo tenía intenciones románticas, sino que también era una «simple súplica» de Yukari para que alguien se quedara con ella, incluso cuando ya no está sola, y no solo por lástima.

## Promoción y lanzamiento

### Lanzamiento
La película de anime se anunció en Japón el 24 de diciembre de 2012, con el estreno programado para el primer semestre de 2013 y actualizaciones de noticias disponibles en su página de Facebook. El 20 de febrero de 2013, la productora de la cinta, CoMix Wave Films, presentó un avance con subtítulos en varios idiomas en YouTube y anunció que se lanzaría en Japón el 31 de mayo de 2013.
A principios de abril, se anunció que el estreno mundial del filme se celebraría en el Gold Coast Film Festival (GCFF) —Broadbeach (Australia)—. Programada para el final del festival a las 4 de la tarde del 28 de abril de 2013, la cinta fue parte de la programación «Cool Japan» Gold Coast e incluyó una aparición como invitado y un debate con Shinkai. El estreno de la película en Australia fue como una forma de mostrar agradecimiento a los australianos por su apoyo. Según el director del GCFF, se agotaron las entradas por adelantado y se trasladó a una sala más grande. A pesar de sentirse nervioso por el estreno mundial, Shinkai dio una entrevista sobre la cinta y pidió a todos que no compartan la trama y la historia hasta después del lanzamiento en Japón del mes siguiente. También tuvo programado una firma de carteles de películas de una hora, pero terminó quedándose dos horas y media para adaptarse a la alta participación.
Después del estreno mundial, pero antes del japonés el 31 de mayo, los primeros cinco minutos de la película se vieron en TV Tokyo y NTV el 12 de mayo. El 22 de mayo, se anunció en la cuenta oficial de Twitter de Shinkai que la cinta se reproduciría en Japón, Hong Kong y Taiwán al mismo tiempo y que estaría disponible en iTunes el día del lanzamiento. Además, el estreno japonés incluiría una proyección del cortometraje de Shinkai, Dareka no Manazashi, que se estrenó a principios de ese mismo año. En octubre, se informó que muchos cines en Japón habían extendido la proyección de la película.
El estreno oficial en inglés de El jardín de las palabras se mostró a continuación en los Estados Unidos en Centro de Convenciones de Los Ángeles el 6 y 7 de julio como parte de Anime Expo 2013. Sentai Filmworks fue la anfitriona de la cinta, y Shinkai fue el invitado especial de honor de la exposición. El estreno canadiense se celebró en el Festival Internacional de Cine Fantasia 2013 de Montreal, donde el filme se proyectó el 22 y 25 de julio. La película se volvió a exhibir en Australia junto a Ghost in the Shell: Arise en Madman Entertainment's Reel Anime 2013.
El jardín de las palabras se mostró en Moscú el 27 de septiembre de 2013, después de lo cual Shinkai hizo una aparición para responder preguntas. También asistió al estreno en el Reino Unido, que tuvo lugar durante Scotland Loves Anime 2013 a mediados de octubre, donde se proyectó junto con el trabajo anterior de director, Kumo no Mukō, Yakusoku no Basho. A fines de febrero de 2014, la película se había exhibido en 11 países. Durante 2014, se mostró en diferentes festivales como el Imagine Film Festival de Ámsterdam a mediados de abril, el Festival de Cine de Animación de Stuttgart a fines de abril, se proyectó con Dareka no Manazashi en los cines italianos como parte del proyecto Nexo Anime el 21 de mayo, y en el Festival de Cine de Japón de San Francisco (JFFSF) a finales de julio.

#### Formatos domésticos
El jardín de las palabras se lanzó en formato digital en iTunes el mismo día que el estreno en cines, algo muy inusual para una película. Además, el DVD y el Blu-ray se pusieron a la venta mientras todavía se encontraba en cartelera. Con el estreno japonés el 31 de mayo, las ediciones de DVD y Blu-ray se lanzaron en Japón menos de un mes después, el 21 de junio. El DVD vino con un folleto de 16 páginas y aproximadamente 30 minutos de material adicional que incluía una versión corta de algunas entrevistas con Shinkai y el elenco. El Blu-ray tenía características similares, excepto que contenía 90 minutos de metraje adicional que contenía una versión larga de las entrevistas.
El 24 de abril de 2013, la compañía de distribución de videos Section23 y la compañía de licencias Sentai Filmworks anunciaron su adquisición de la autorización y sus planes para lanzar una versión digital y el DVD y Blu-ray para Estados Unidos más adelante en el año. El DVD y el Blu-ray se publicaron el 6 de agosto de 2013. El Blu-ray utilizó 1080p AVC (codificación de video avanzada) con una relación de aspecto de 1.78:1 de pantalla ancha y audio codificado con el códec DTS-HD Master Audio. Su embalaje no incluía insertos o una cubierta reversible.
Anime Limited obtuvo los permisos en Reino Unido para los lanzamientos de DVD y Blu-ray, que se anunciaron el 18 de octubre de 2013. Durante la convención de Lucca Comics & Games de 2013, el editor italiano Dynit anunció que había adquirido los derechos para distribuir la película. El distribuidor australiano Madman Entertainment publicó el DVD el 19 de febrero de 2014. La editorial francesa Kazé lanzó un DVD con doblaje en alemán y japonés el 28 de marzo de 2014, que también incluía el cortometraje Dareka no Manazashi.

### Manga y novela
Una adaptación de manga de la historia con dibujos de Midori Motohashi se publicó en serie de junio a diciembre de 2013 en la revista mensual de manga seinen Afternoon, que se incluyó en un volumen lanzado por Kodansha el 22 de noviembre de 2013. En febrero de 2014, la editorial estadounidense Vertical anunció en la convención de anime Katsucon que había licenciado el manga de Motohashi; la traducción al inglés fue publicada el 28 de octubre de 2014. También en febrero de 2014 se anunció la licencia del manga en España por la editorial Milky Way Ediciones.
Shinkai creó una novela de la historia bajo la editorial Media Factory, que obtuvo muchas respuestas en Twitter después de la serialización. La obra se lanzó mensualmente desde septiembre de 2013 hasta abril de 2014 por la revista Da Vinci. El contenido completo incluía nuevas escenas ausentes en la película o adaptaciones, que fue publicado por Kadokawa Shoten el 11 de abril de 2014. El 4 de noviembre de 2017 durante el XXIII Salón del Manga de Barcelona la editorial Planeta Cómic anunció la licencia para España de la novela.
| N.º | Título                                                       | Fecha de lanzamiento    | ISBN original      | Fecha de lanzamiento en español | ISBN en español    |
| --- | ------------------------------------------------------------ | ----------------------- | ------------------ | ------------------------------- | ------------------ |
| 1   | «El jardín de las palabras» «Kotonoha no Niwa» (言の葉の庭?) | 22 de noviembre de 2013 | ISBN 9784063879414 | 26 de junio de 2015             | ISBN 9788494406447 |

## Recepción
Al igual que muchas de las otras películas de Shinkai, El jardín de las palabras se consideró más apropiado para el público adolescente y adulto debido a su estado de ánimo más intenso y personal. La cinta tuvo un gran desempeño en la taquilla, con muchos cines que ofrecieron proyecciones adicionales. debido a su popularidad en las salas, el filme ha sido considerado uno de los mayores éxitos del director. Este consideró que era una de sus mejores películas, y las críticas a la historia en los medios fueron igualmente favorables. La versión digital ocupó el séptimo lugar en la tienda de iTunes para películas occidentales y japonesas a finales de 2013. Al año siguiente de su lanzamiento inicial, seguía siendo popular en los eventos cinematográficos locales e internacionales. El sitio de noticias y reseñas, ICv2, incluyó el DVD en «Lo mejor de 2013: Anime».

### Crítica
En Anime News Network, Luke Carroll elogió la película, calificándola de «regalo visual», pero estaba decepcionado por la corta duración y consideró que el nuevo método de coloración de Shinkai era una distracción. Jon Hayward estaba impresionado por la calidad «casi fotorrealista» del paisaje, particularmente en el Jardín Nacional Shinjuku Gyoen. La editora, Bamboo Dong, lo describió como «bellamente diseñado y tiernamente animado, es la naturaleza dulce en su máxima expresión». Estaba impresionada por la historia impecable, pero completa de la cinta a pesar de su corta duración y elogió tanto la música como el arte. En particular, señaló la belleza de los reflejos de luz, las escenas de lluvia y los ángulos de cámara.
En UK Anime Network, Andy Hanley le otorgó un puntaje de 10/10, calificándola de «visualmente hermosa con una historia conmovedora». Elogió la progresión natural de su relación, a pesar de la diferencia de edad, y disfrutó del clímax emocional del filme. Hanley creía que El jardín de las palabras tenía un «enfoque más estricto» que Hoshi wo Ou Kodomo y un mejor final que 5 centímetros por segundo, concluyó que era el mejor trabajo de Shinkai hasta el momento. Dan Rhodes llamó a la película «un verdadero retorno a la forma de Makoto Shinkai» después de Hoshi wo Ou Kodomo, que consideraba que había sido un intento del director de cumplir con la expectativa común de ser el «próximo Hayao Miyazaki». Elogió la cinta por su belleza, romance, ritmo y sutileza. Aunque creía que el final era una mejora con respecto al de 5 centímetros por segundo, lo describió como apresurado y demasiado emocional. Sin embargo, fue muy crítico con el doblaje en inglés, que afirmó que afectó negativamente tanto al contenido como al estado de ánimo.
| Cada captura de pantalla de su nueva obra maestra de anime El jardín de las palabras se puede enmarcar y colgar en una galería de arte... Si nunca antes has visto una película de anime, este es el momento perfecto para que te sumerjas en una experiencia cinematográfica completamente nueva.—Director de GCFF, Casey Marshall Siemer |

Bradly Storm en Hardcore Gamer le dio un 4.5 de 5, describiéndola como «dolorosamente íntima y conmovedoramente sentimental» y «la película animada más hermosa jamás creada». A pesar de la duración del filme, Storm estaba impresionado de que Shinkai pudiera conectar a su audiencia con sus personajes de manera más rápida y efectiva que las cintas de larga duración. Le preocupaba que algunos espectadores pudieran perderse el sutil mensaje y verlo como una «historia de amor según los libros que puede parecer cliché o incluso trillada». Curtis Stone de Geekenstein le dio un 5 de 5 y la calificó en primer lugar en su lista de los cinco mejores animes del 2013. Elogió no solo los dibujos y la música, sino especialmente la actuación de voz, que consideró perfecta para la escena final. Lindsay Nelson en Midnight Eye comparó la película con Susurros del corazón de Studio Ghibli por su uso poético de «lugares aparentemente sosos y poco interesantes». Quedó impresionada con el sonido y el arte, y particularmente con la vista panorámica de la torre Docomo con la puesta de sol en el fondo. Sin embargo, criticó su «clímax vertiginosamente exagerado», su canción pop «melosa» y la falta de silencio reflexivo.
Andrew Hamlin en Northwest Asian Weekly le otorgó un 3.5 de 4 estrellas, aplaudió su uso poético de la naturaleza y criticó la brevedad de la película. Trung Rwo en Twitch Film también elogió la animación y creía que la cinta mostraba «emociones honestas y frescas». Lo describió como «limpio y lindo, un poco cursi» debido al final altamente emocional. Sam en Otaku's Study le dio al filme una A-, que describió como una «historia de amor inmersiva» y complementada por la actuación de la voz japonesa con la música. Allen Moody de T.H.E.M. Anime Reviews felicitó los dibujos y afirmó que eclipsaron los defectos del filme, que consideró que era una historia corta y poco desarrollada. Chris Beveridge en The Fandom Post ensalzó la animación, pero creía que la historia era débil, y señaló la simplicidad de la trama, el final abrupto y la incomodidad de la diferencia de edad entre los dos personajes principales. Amy Wong, la editora de Yam, la calificó como «una historia de soledad y dolor que precede al amor». Elogió la animación como su mejor característica, pero también disfrutó su ritmo, aunque vio el clímax como exagerado. Akumetsu en Anime e Manga pensó que la cinta podría haber sido una obra maestra, pero creía que la trama era demasiado sencilla, la película muy corta y la conclusión llegó dramáticamente.
Chris Beveridge en The Fandom Post reseñó el Blu-ray, señaló que el diálogo fue «limpio y claro» durante toda la reproducción y describió el vídeo de alta definición como algo que vale la pena mostrar. También creía que el disco incluía una buena cantidad de extras dado el lanzamiento rápido. Matt Hinrichs en DVD Talk pensó que el vídeo hizo una transferencia limpia de digital a Blu-ray, los efectos de sonido atmosférico fueron «cuidadosamente diseñados» y que el diálogo en el canal central fue claro. Dan Rhodes de UK Anime Network le dio al DVD de Anime Limited un 9 de 10, que calificó de «lanzamiento básico», aunque elogió su inserción reversible.

### Premios y otros reconocimientos
El personal de iTunes Store no solo recomendó El jardín de las palabras, sino que lo seleccionaron como la mejor animación del año en Lo mejor de 2013 de iTunes, además del gran éxito en esta plataforma. La cinta ganó en 2013 el Kobe Theatrical Film Award. En el Festival Internacional de Cine Fantasia 2013, compartió el premio Satoshi Kon por logro en animación con Berserk: Golden Age Arc III – Descent y obtuvo el premio del público a la mejor película de animación. En el Festival de Cine de Animación de Stuttgart 2014, consiguió el premio AniMovie por mejor película de animación.
Los guiones gráficos, el arte original y otros materiales de El jardín de las palabras se exhibieron entre el 28 de junio y el 19 de octubre de 2014 en el Museo Ooka Makoto Kotoba (dirigido por Z-Kai Co.) —Mishima (prefectura de Shizuoka)—. La exposición también contó con proyecciones como el comercial Cross Road, y las películas Kanojo to Kanojo no Neko y 5 centímetros por segundo, además de mostrar una réplica de los zapatos diseñados por Takao.